# Набиев, Вагиф Файзулла оглы
Вагиф Файзулла Оглы Набиев (азерб. Vaqif Fayzulla oğlu Nəbiyev; 22 марта 1966) — советский и азербайджанский футболист.

## Биография
В 1984 году попал в заявку бакинского «Нефтчи», однако матчей за первый состав так и не провёл. В 1987 году провёл «Автомобилист» из Мингечевира, за который провёл 6 матчей во Второй лиге, два из них в поле. В 1988 году выступал за махачкалинское «Динамо», провёл 7 матчей, два из которых в качестве полевого игрока. В 1989 выступал за «Гоязан». В 1992 году играл за клуб «Кюрмюк» в дебютном сезоне провёл 10 матчей, пропустил 26 мячей